# Famille des Ysalguier
 (janvier 2025).
La famille des Ysalguier ou Isalguier est une famille éteinte de la noblesse française, originaire de Toulouse.

## Histoire
L'origine de la famille Ysalguier est peu claire. Il semble que ce soit dans la première moitié du XIIIe siècle, au lendemain de la croisade des albigeois, que s'établit à Toulouse un certain Arnaud Ysalguier. En 1220, il prend à ferme de Raimond Guilabert, pour 6 deniers toulousains, une terre à Braqueville, près de la Garonne. C'est également au milieu du XIIIe siècle que la famille Ysalguier acquiert de la famille de Falgar, seigneurs de Venerque et de Miremont, la seigneurie de Saint-Simon, autour du château du même nom.
C'est à la fin du XIIIe siècle que la famille Ysalguier prend de l'importance. Raimond Ysalguier (vers 1270-vers 1337), qui exerce la profession de changeur, tient une place de premier plan dans la vie économique et politique de la ville. Il est ainsi choisi comme capitoul en 1295-1296, en 1315-1316 et en 1320-1321. En 1306, lorsque sur l'ordre du roi Philippe IV, par l'édit d'Expulsion (1306), les biens des Juifs du royaume sont saisis, c'est lui qui est désigné pour assurer la liquidation des biens des Juifs toulousains. Il s'occupe également de prêter de l'argent au roi. En fin de compte, il reçoit en récompense les terres d'un chevalier hérétique et, en 1328, il est anobli.
Après la mort de Raimond Ysalguier, vers 1337, ses deux fils, Pons et Bernard-Raimond, poursuivent les activités de leur père. Ils continuent à pratiquer l'activité de changeur, prêtent de l'argent aux rois de France et accumulent les terres. À partir du milieu du XIVe siècle, ils cherchent de plus en plus à s'incorporer à la noblesse toulousaine et languedocienne, contractant des alliances matrimoniales avec les familles de la noblesse locale. En 1361, Bernard-Raimond Ysalguier, après avoir vendu des terres et des biens qu'il possède à Toulouse, acquiert la seigneurie d'Auterive.
Mais, à partir du milieu du XIVe siècle, la guerre de Cent Ans et la Peste noire éprouvent durement les fondements économiques du Languedoc. La crise économique frappe les membres de la famille Ysalguier, de plus en plus dépendante des revenus de la terre.
Ainsi, dans la deuxième moitié du XVe siècle, alors que la reprise économique est sensible et que de nouvelles élites marchandes profitent de l'essor de la ville, les Ysalguier n'en profitent pas. Jean III Ysalguier, de la branche de Fourquevaux, traqué par ses créanciers, est obligé de vendre de larges parties de son domaine. En 1498, c'est Adhémar Ysalguier qui cède la seigneurie de Saint-Simon à Jean Laysani, notaire à Toulouse. En revanche, au début du XVIe siècle, Bertrand Ysalguier, de la branche de Clermont, réussit à conserver l'essentiel de son patrimoine et est élu capitoul en 1530-1531.
En 1532, à la suite de la mort du fils de Bertrand Ysalguier à la bataille de Dreux, l'héritage des Ysalguier est recueilli par sa fille, Marie Ysalguier, épouse de Jacques de Rochechouart, baron de Faudoas, de la famille de Rochechouart.

## Alliances
Les principales alliances de la famille Ysalguier sont : Béon, Castelbajac, Lautrec, Luxe, Montault, Noé, Pardaillan, Rochechouart.

## Armes
Armes : De gueules à la fleur d'isalgue d'or, le croissant d'or, chargé de quatre flammes d'azur.